# الحسن بن خلف بن بليمة
الحسن بن خلف بن عبد الله بن بليمة، أبو علي القيرواني. وتظهر أهمية الموضوع في أن صاحب الترجمة مؤلف كتاب «تلخيص العبارات»، ويعد كتابه الذي ألفه
من أهم الكتب في القراءات، خاصة وأنه مرتبط بالشاطبية والتيسير في القراءات، وهما أشهر الكتب المصنفة في القراءات السبع.
ولد سنة سبع أو ثمان وعشرين وأربعمائة (428هـ) وعني بالقراءات في صغره، وتصدر للإقراء.
قال عنه الذهبي: «كان هو وابن الفحام أسند من بقي بديار مصر».
من مشايخه: أبو بكر القصري، والحسن بن علي الجلولي، وأبو العالية البندوني، وعثمان بن بلال العابد.
صاحب كتاب تلخيص العبارات في القراءات. وهو من الكتب المهممة، وترجع أهميته إلى مافيه من خلافات بينه وبين الشاطبية والتيسير في القراءات، وهما أشهر الكتب المصنفة في القراءات السبع، وقد بين ابن الجزري مواطن الخلاف بينه وبين الشاطبية في كتاب الفوائد المجمعة.
توفي في الثالث عشر من رجب سنة 514هـ في الإسكندرية.
|}

## اسمه ونسبه
الحسن بن خلف بن عبد الله بن بليمة، أبو علي القيرواني.

## مولده ونشأته العلمية
ولد سنة سبع أو ثمان وعشرين وأربعمائة (428هـ) وعني بالقراءات في صغره، قرأ بالقيروان على أبي بكر القصري إمام جامع القيروان، والحسن بن علي الجلولي، وعبد الحق الجلاد، وأبي العالية البندولي، وعثمان بن بلال الزاهد، وعبد الملك بن داود القسطلاني، وأحمد الحجري، وعمر بن أبي الخير الخراز، ومحمد بن أبي الحسن السقلي يعرف بابن بنت العروق، وعبد المجيد بن عبد القوي، وأبي إسحاق بن العجمي، وعمر بن أبي الخير صاحب علي بن غالب صاحب أبي الطيب بن غلبون، ثم رحل فقرأ بمكة على أبي معشر الطبري، وبمصر على محمد بن أحمد بن علي القزويني، وأحمد بن نفيس برواية ورش من طريق الزرق ورواية الدوري عن اليزيدي وعبد الباقي بن فارس، قرأ عليه أبو العباس أحمد بن الحطيئة وعبد الرحمن بن خلف بن عطية وأبو الحسن بن عظيمة ويحيى بن سعدون القرطبي. وتصدر للإقراء.

## قالوا عنه
قال عنه الذهبي: «كان هو وابن الفحام أسند من بقي بديار مصر».

## مشايخه
1/ أبو بكر القصري.
2/ الحسن بن علي الجلولي.
3/ أبو العالية البندوني.
4/ عثمان بن بلال العابد.
5/ عبد الملك بن داود القسطلاني.
6/ عبدالكريم بن عبدالصمد الطبري.

## تلامذته
1/ أبو القاسم عبد الرحمن بن عطية الصفراوي.
2/ أبو العباس أحمد بن الحطيئة.

## مؤلفاته
1/ تلخيص العبادات في القراءات. [المقفى الكبير، دار الغرب الإسلامي، تقي الدين المقريزي، الطبعة الثانية (3/205) https://shamela.ws/book/145334]

## أهمية الكتاب
يعد هذا الكتاب الذي ألفه الحسن بن خلف القيرواني من الكتب المهممة، وترجع أهميته إلى مافيه من خلافات بينه وبين الشاطبية والتيسير في القراءات، وهما أشهر الكتب المصنفة في القراءات السبع، وقد بين ابن الجزري مواطن الخلاف بينه وبين الشاطبية في كتاب الفوائد المجمعة.

## وفاته
توفي في ثالث عشر من رجب سنة 514هـ في الإسكندرية.

## أهمية العلم
يعد كتابه الذي ألفه من أهم الكتب في القراءات، خاصة وأنه مرتبط بالشاطبية والتيسير في القراءات، وهما أشهر الكتب المصنفة في القراءات السبع.